# Matías Balsera
Matías Balsera Rodríguez (Gibraleón, Huelva, 23 de febrero de 1883 - Llupia, Francia, 19 de febrero de 1953) fue un inventor radiofónico y telegrafista español. Uno de los grandes adelantados de la radiodifusión mundial, ideó un sistema de sintonización que permitía enviar y recibir señales codificadas. En 1905, patentó su sistema, denominándolo: 

"Un sistema sintonizador y director de torpedos por medio de las ondas de Hertz".

Una técnica humildemente descrita pero que en realidad consistiría mediante los chisporroteos que saltan entre dos bolas de metal de diez centímetros de diámetro, aisladas con aceite de vaselina, utilizando como antena unas cometas recubiertas con papel de estaño alimentadas con un ligero cable de aluminio.
Estas pruebas, obtuvieron tanto éxito que Guillermo Marconi llegó a interesarse por ellas. Desde 1907 colaboró en las primeros momentos de la Estación Telegráfica Nacional de Cádiz, coincidiendo con personas tan notables como Antonio Castilla López y José María Guillén Garcí. En 1924 fue designado como «El primer radioexperimentador español».